# Акредитација
Акредитација је признање и верификација да организација (образовна установа, агенција, болница) испуњава експлицитно спецификоване стандарде. У неким земљама и школе социјалног рада периодично се евалуирају од стране Савета за образовање социјалних радника и акредитују за даљи рад само ако испуњавају постављене стандарде.